# Vézelay, Szent Magdolna apátsági templom
A vézelay-i apátság (más néven Szent Magdolna-bazilika) Benedek-rendi apátság Vézelay-ban (ejtsd: vezöle), Franciaországban, Burgundia Yonne megyéjében. A templom és a domb 1979 óta a világörökség része.

## Történet

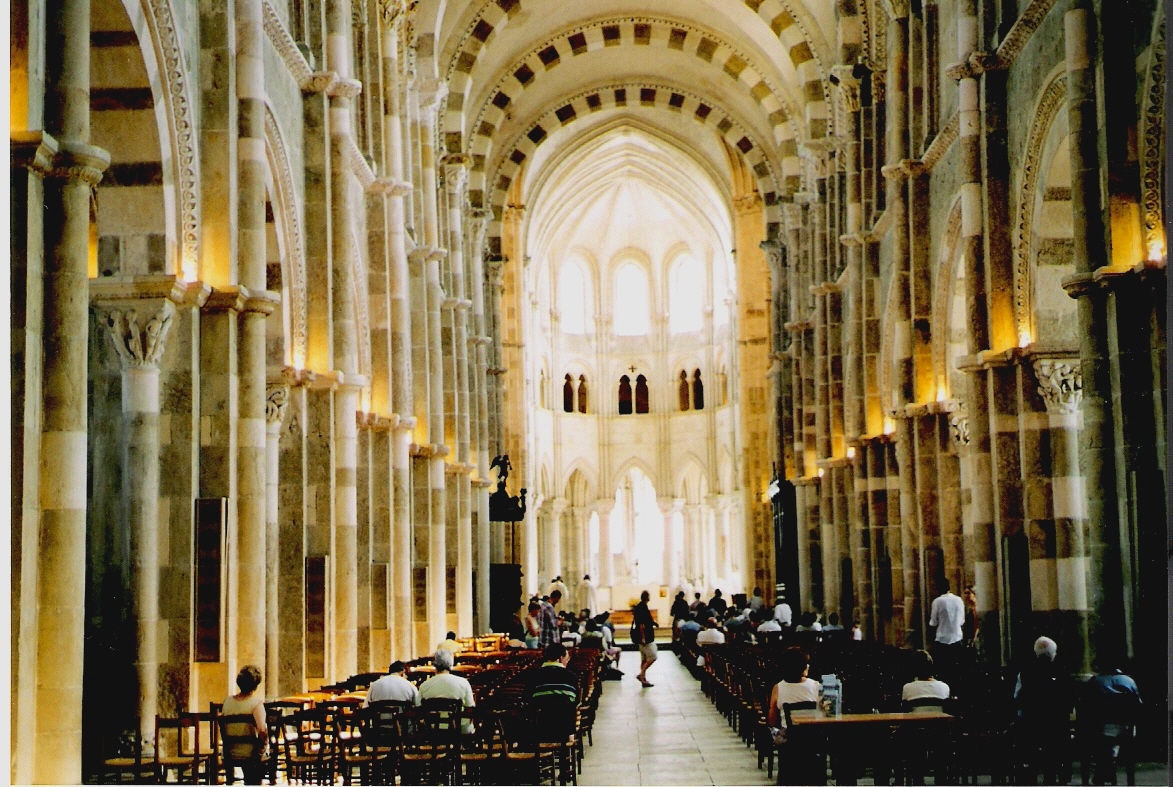
A bazilika főhajója

A vézelayi benedekrendi apátságot a 9. században alapították. 1050 körül a szerzetesek azt állították, hogy ők őrzik Mária Magdolna ereklyéit, amelyeket a Szentföldről hozott magával a 9. századi alapító Badilo. Vézelay az egyik kiindulópontja volt a spanyolországi Santiago de Compostelába irányuló francia zarándoklatoknak.
A zarándokok számának növekedése miatt 1104. április 21-én új apátságot kezdtek építeni, de az építkezés költségeinek növekedésével annyira meg kellett emelni az adókat, hogy a parasztok fellázadtak és megölték az apátot.
Itt imádkozott Clairvaux-i Szent Bernát a második keresztes hadjárat sikeréért 1146 húsvétján VII. Lajos francia király előtt. I. Richárd angol király és II. Fülöp francia király itt találkoztak 1190-ben és három hónapot töltöttek az apátságban, mielőtt elindultak volna a harmadik keresztes hadjáratba. A száműzött Thomas Becket Vézelay-t választotta 1166-ban, hogy kihirdesse II. Henrik angol király legfőbb híveinek kiközösítését és kiközösítéssel fenyegesse meg magát a királyt is.
A főhajó 1165-ben leégett, akkor építették újjá jelenlegi formájában.
Vézelay hanyatlása egybeesett azzal a hírrel, hogy 1279-ben megtalálták Mária Magdolna testét Saint-Maximin-la-Sainte-Baume-ban. Ezt a helyet az Anjou-házból származó II. Károly nápolyi király patronálta, és Domonkos-rendi konventet építtetett. A Domonkos-rendi szerzetesek hamarosan híresztelni kezdték az ereklye csodatételeit.
A francia forradalom után Vézelay-t az összeomlás veszélye fenyegette. 1834-ben az újonnan kinevezett műemlékvédelmi felügyelő, Prosper Mérimée felhívta erre a figyelmet, és a fiatal építészt, Eugène Viollet-le-Duc-ot bízták meg, hogy felügyelje az átfogó restaurálást 1840 és 1861 között.